# 天主教格但斯克总教区
天主教格但斯克總教區（拉丁語：Archidioecesis Gedanensis、波蘭語：Archidiecezja gdańska）是羅馬天主教在波蘭北部設立的一個總教區，以主教座堂駐地是格但斯克的聖母升天主教座堂，共同主教座堂是格但斯克聖母升天大殿。

## 歷史
1925年12月30日：從Chelmno教區和瓦爾米亞教區分設格但斯克教區。1992年3月25日：升格為格但斯克總教區。

## 現況

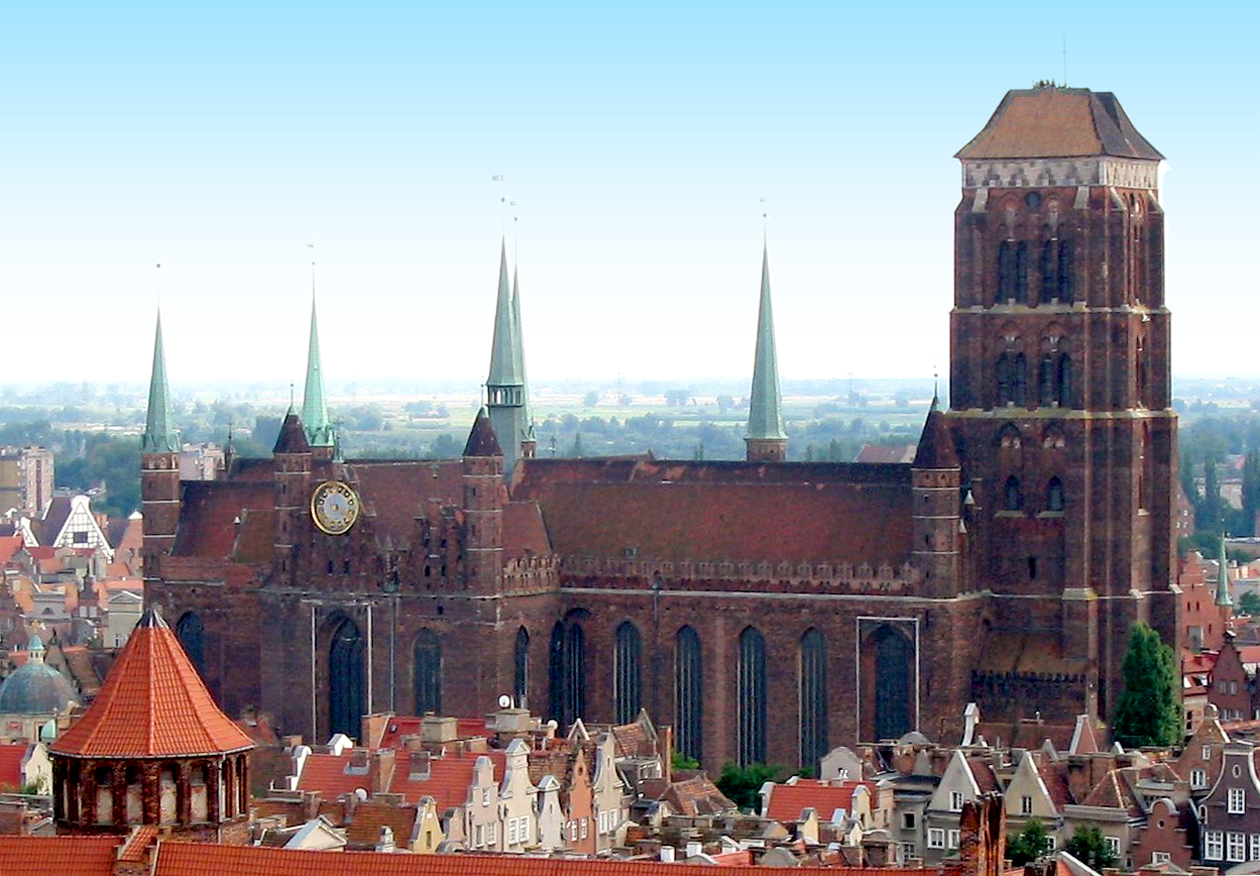
格但斯克圣母升天大殿

附屬教區有佩爾普林教區和托倫教區。2011年，在當地977,231 人口中，有教友907,705人，佔轄區總人口92.9%、194個堂區、751名司鐸、259名修士、507名修女。現任總主教是Slawoj Leszek Glodz。

### 教堂
- 格但斯克圣尼古拉教堂
- 格但斯克圣 Brigid 教堂

## 外部連結
- Giga-Catholic Information （页面存档备份，存于）
- Catholic Hierarchy（页面存档备份，存于）
- 格但斯克總教區（页面存档备份，存于）